# القطراني
القطراني أو قطرانة هي إحدى القرى اللبنانية من قرى قضاء جزين في محافظة الجنوب.